# Tzintzuntzan
Tzintzuntzan (du mot  P'urhépecha Ts'intsuntsani, qui signifie « pays des colibris ») était le centre cérémoniel de la cité du même nom, capitale du Royaume tarasque à l’époque précolombienne.
Après avoir eu son siège à Pátzcuaro pendant les premières années de l'empire tarasque, le pouvoir s’est installé à Tzintzuntzan au milieu du XVe siècle. L'empire a continué à s’étendre et à tenir en échec les attaques de son voisin l’Empire aztèque, jusqu'à l’avènement de l’Empire espagnol. Ne voulant pas subir les mêmes destructions que la capitale aztèque Mexico-Tenochtitlan, l'empereur se rendit aux Espagnols dans cette ville. Cependant, la plus grande partie du site, et en particulier ses cinq pyramides arrondies appelées "yacatas", a tout de même été détruite et la ville presque complètement abandonnée.
En raison du manque d'intérêt pour l’ancien Empire p'urhépecha, les fouilles de ce site n’ont pas commencé avant les années 1930. Les plus grands monuments sont les cinq pyramides yacatas, qui s'alignent au bord du lac Pátzcuaro. L'autre grand vestige est la grande plate-forme creusée dans la colline sur laquelle repose les yacatas et les autres bâtiments.
Aujourd'hui, le site est encore utilisé pour des événements comme le Festival culturel de Fin de Año.

## Histoire

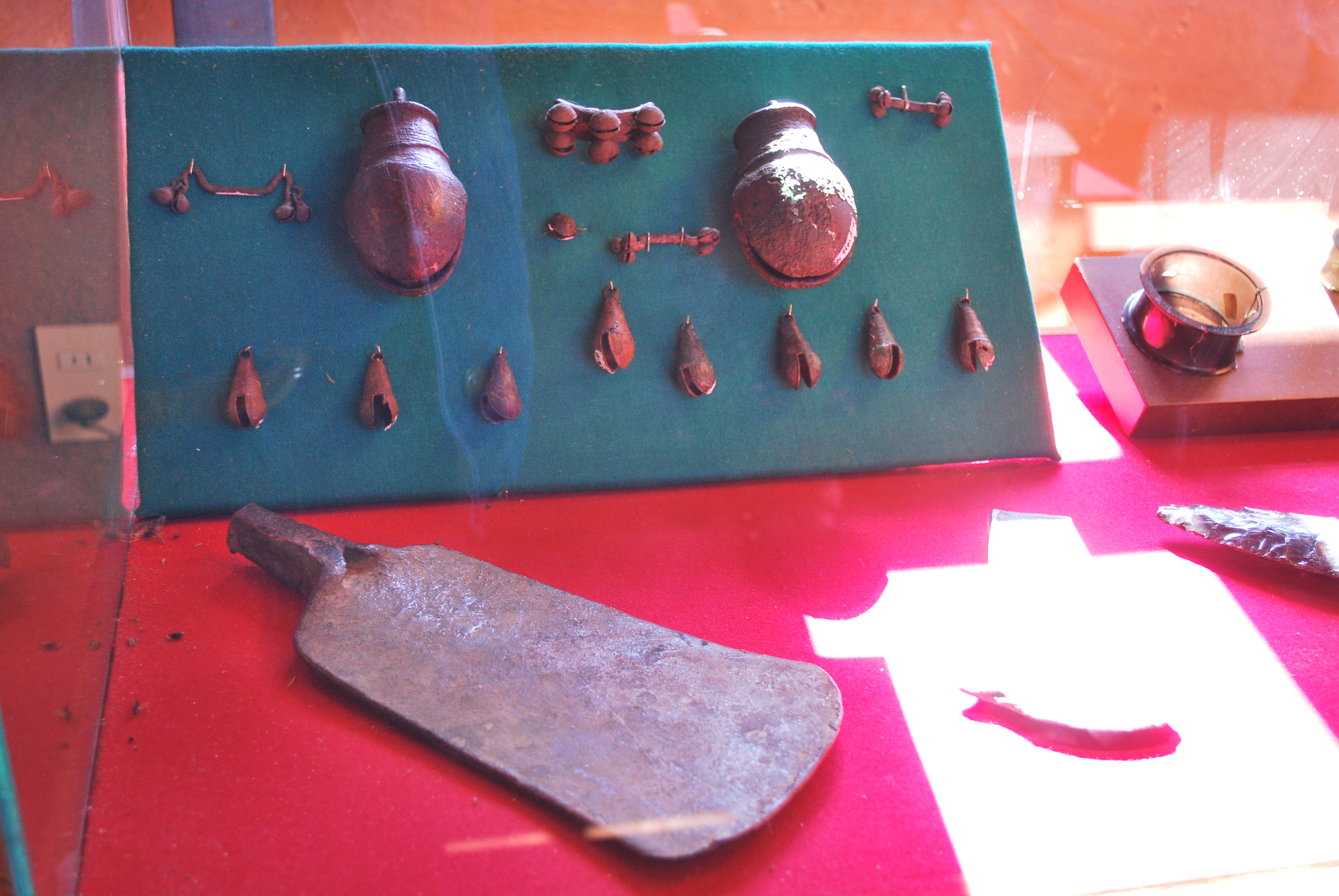
Objets p'urhépechas en cuivre et en laiton au musée du site

Tzintzuntzan était la capitale de l’Empire p'urhépecha (ou tarasque) lorsque les Espagnols sont arrivés dans les années 1520. Comme les habitants n'ont pas laissé de trace écrite, ce que nous savons de cette ville et de son empire provient des écrits en espagnol et des découvertes archéologiques. Le principal document en langue espagnole, appelé la Relation de Michoacán, écrit par Jerónimo de Alcalá consigne ce qui lui a été rapporté par l'élite P'urhépecha en 1539. D'autres écrits font référence à la capitale notamment la quatrième lettre de Hernán Cortés en 1524," La información de Don Vasco de Quiroga, sobre el asiento de su Iglesia Catedral ", en 1538, la Tratado curioso y doctor de las cosas de la Nueva España d’Alonso de La Rea au XVIIe siècle et la Crónica de la provincia de los santos Apóstoles San Pedro y San Pablo de Michoacán de Pablo Beaumont.
Pour un certain nombre de raisons, les origines des P'urhépechas sont entourées de mystère. Une grande partie de la culture P'urhépecha est très distincte des autres cultures méso-américaines. La langue p'urhépecha a davantage de points communs avec le zuñi du Sud-Ouest des États-Unis ou le quéchua du Pérou et n'est apparentée à aucune autre langue méso-américaine. Le recueil d'histoires de Jeromimo Acalá provenant des anciens P'urhépecha établit que ce peuple a émigré vers la région du lac Patzcuaro, en développant des alliances avec les peuples qui s'y trouvaient déjà. Finalement, il est devenu le groupe dominant et a établi sa capitale à Tzintzuntzan. Selon les preuves collectées, le peuple P'urhépecha pourrait avoir commencé à dominer la région du lac Pátzcuaro dès l’an 1000 de notre ère, mais définitivement en 1250.
L’histoire traditionnelle des P'urhépecha rapporte qu’autour de l'an 1325 un héros guerrier devenu roi, Tarícuri, se proclama leur souverain et fit de Pátzcuaro sa capitale. Ses neveux ont été faits rois des royaumes voisins d’Ihuatzio et Tzintzuntzan, et tous deux ont commencé leurs conquêtes militaires à partir de ces points de départ. Au cours de cette période d'expansion, l’hégémonie est passée de la ville de Pátzcuaro à celle de Tzintzuntzan, qui avait pris suffisamment d’importance politique pour prendre le contrôle des autres villes. Pendant une grande partie de l'histoire de l'empire, la population de Tzintzuntzan est restée au moins cinq fois plus importante que celle des autres villes. Aux alentours de 1440, l'empire s’est consolidé et une bureaucratie administrative s’est installée à Tzintzuntzan. L’essentiel de l’expansion de l'empire s'est produite à cette époque.

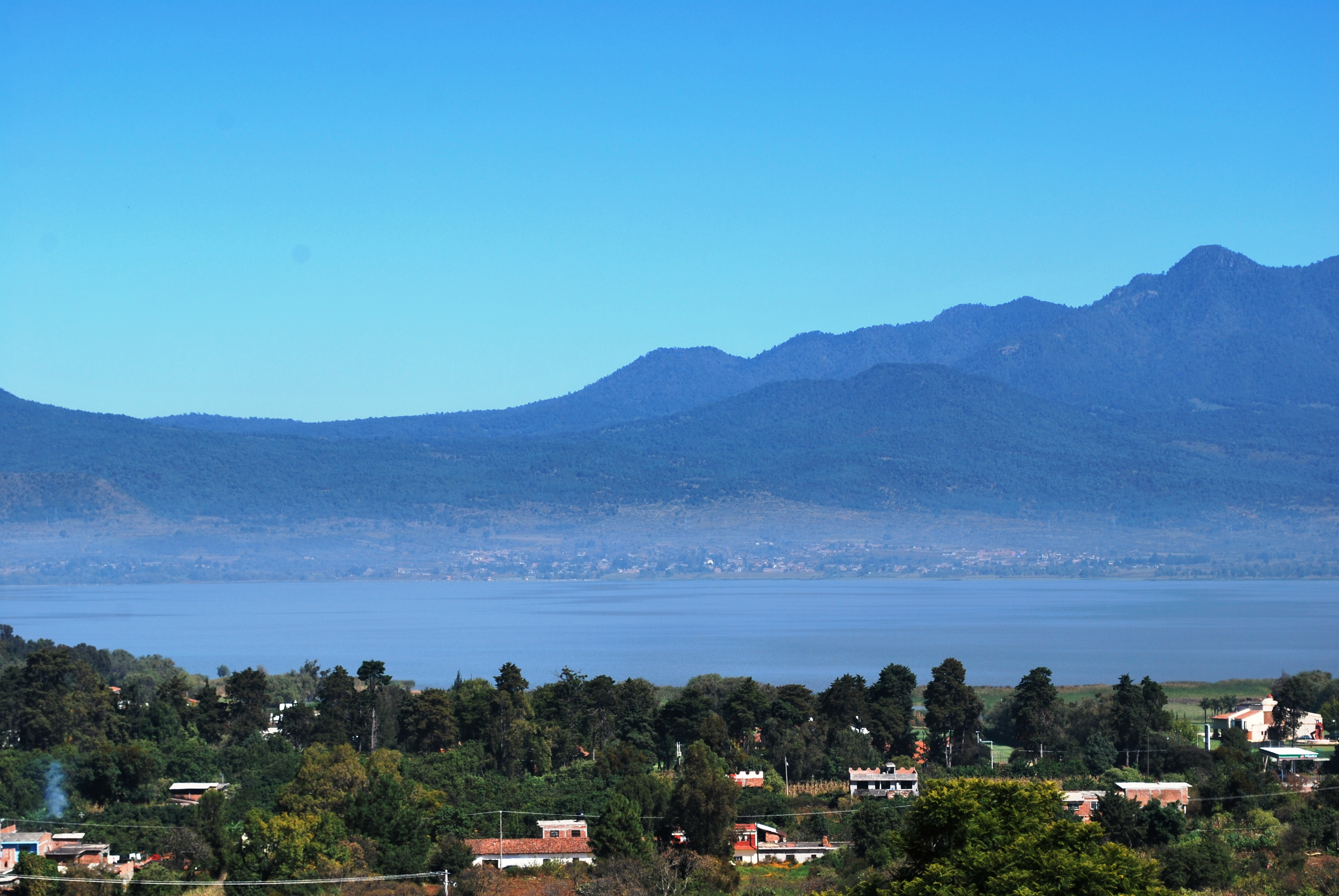
Vue du lac Pátzcuaro depuis le site

La date de fondation de la ville de Tzintzuntzan se situe probablement vers 1450, au cours de la période Postclassique récente. L'histoire traditionnelle de l'Empire au cours des XIVe et XVe siècles est obscure parce qu’il est difficile de croire que Tarícuri et ses neveux ont régné pendant plus de quatre-vingt dix ans. Les archives montrent que la consolidation de l'empire a commencé au milieu du XVe siècle, avec la fondation d’un état centralisé. La bureaucratie s’est installée à Tzintzuntzan et l'empire s'est développé en dehors de la région du lac Pátzcuaro de 1440 à 1500. Cela a entraîné une composition ethnique très hétérogène de l'empire, qui se traduisait par celle de la capitale elle-même, seulement dix pour cent de la population de la région du lac étant d’ethnie Púrhépecha. La vie politique, économique et religieuse était contrôlée par Tzintzuntzan. Le site est situé sur le flanc de la colline Yauarato qui domine le lac Patzcuaro et ses rives. La colline protégeait ce site de toute attaque. La ville préhispanique de Tzintzuntzan s’étendait depuis le lac Pátzcuaro jusque dans les collines situées à l'est et abritait une population comprise entre 25 000 et 30 000 habitants lors de l'arrivée des Espagnols dans les années 1520. Le pouvoir p'urhépecha s'étendait sur une grande partie du centre-ouest du Mexique, comprenant ce qui est maintenant l'état de Michoacán et certaines parties des États actuels de Guanajuato, de Guerrero et de Jalisco]. Bien qu'elle soit la capitale du deuxième empire mésoaméricain, lorsque les Espagnols eurent conquis sa rivale Tenochtitlan, la ville se rendit aux Espagnols sans combattre. Il existe deux raisons probables à ce fait. Même avant l’arrivée des Espagnols eux-mêmes, les épidémies de maladies comme la variole et la rougeole avaient sévèrement affecté la population Púrhépecha, et probablement tué le roi. Le jeune roi, nouvellement installé à la hâte et sans expérience politique espérait sans doute composer avec la domination espagnole, et éviter le sort de Tenochtitlán, c'est-à-dire la destruction totale. Cet espoir prit fin lorsque les Espagnols le brûlèrent sur le bûcher.
Tzintzuntzan fut la première capitale de la nouvelle province espagnole de Mechoacan ou Michoacán dans les années 1520, et les frères Franciscains arrivèrent pour évangéliser le peuple P'urhépecha. Leur monastère fut construit en partie avec des pierres prélevées sur les cinq pyramides "yacatas" du centre cérémoniel. Dans les années 1530, la capitale fut transférée à Pátzcuaro et la population de Tzintzuntzan  chuta jusqu'à ce que la ville soit abandonnée.

## Site archéologique

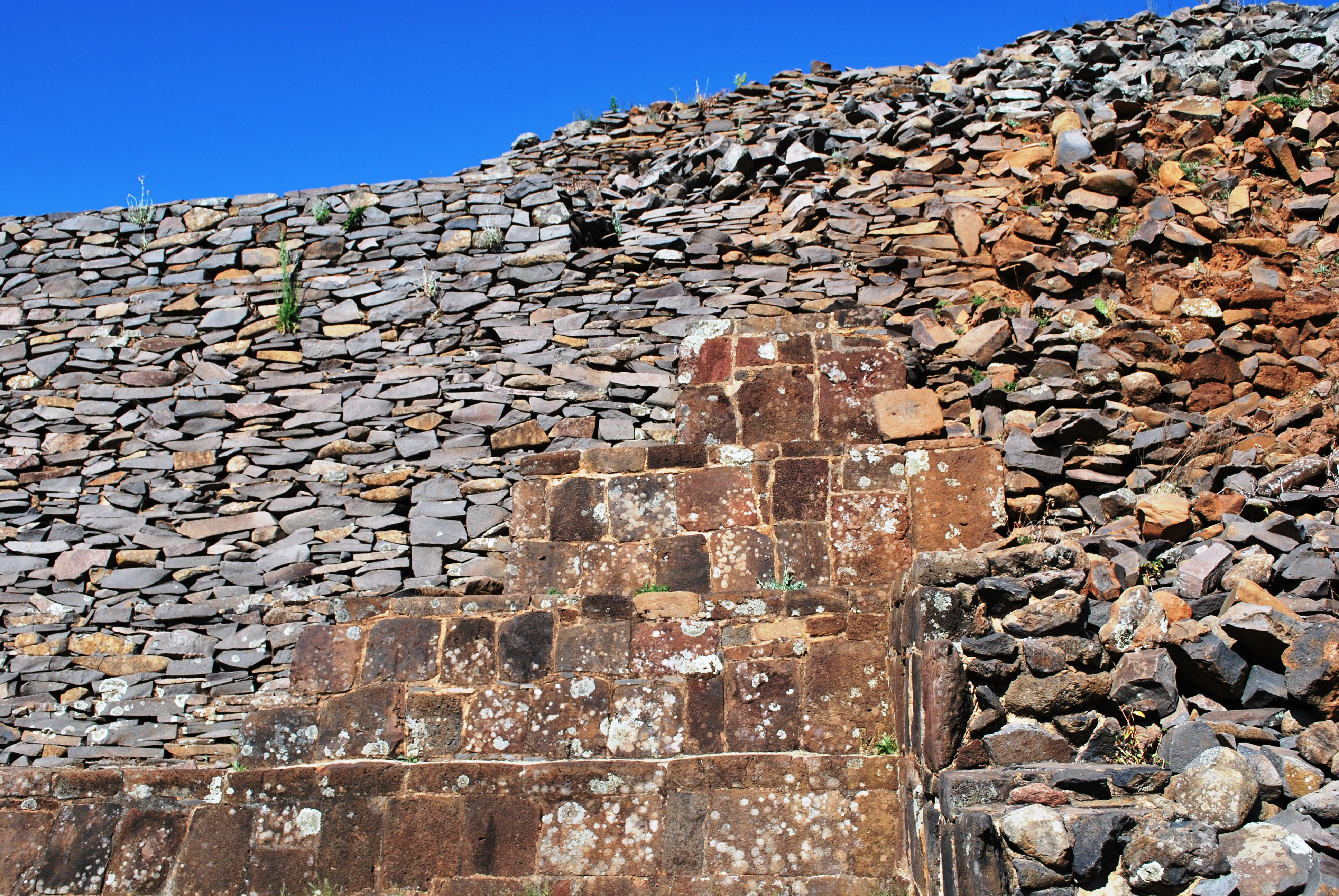
Partie d'une yacata reconstruite montrant quelques-unes des pierres de façade.

Contrairement aux Aztèques et aux Mayas, les anciens P'urhépechas ont laissé peu de vestiges d’architecture monumentale. Les villes n’étaient pas fortifiées de façon significative, et les routes avaient peu ou pas de pavage. Seuls deux terrains de jeux de balle sont connus sur le territoire de l'ancien empire et aucun ne se trouve dans la capitale. Jusqu'à une époque récente, les archéologues, les anthropologues et les historiens témoignaient peu d'intérêt pour ce peuple. Certains ont même douté que les P'urhépechas aient pu constituer un État. Toutefois, des recherches récentes ont révélé que les anciens P'urhépechas contrôlaient un vaste empire, dépassé en étendue seulement par celui des Aztèques et qu’ils avaient été à l’origine d’une culture complexe qui était, à bien des égards, unique en Mésoamérique.
Le site archéologique de Tzintzuntzan est composé surtout de ce qui constituait le centre cérémoniel. Il est situé sur une grande plate-forme artificielle creusée dans la colline de Yahuarato surplombant le lac de Patzcuaro, sur la rive nord-est. Son centre cérémoniel comporte une grande place et plusieurs bâtiments connus comme étant la maison des prêtres et de la noblesse, mais l'attraction principale provient des "cinq yacatas" ou pyramides semi-circulaires qui se détachent sur le panorama du lac,. Ce centre cérémoniel était appelé Taríaran ou "Maison du Vent".  Le site archéologique était également une fortification défensive en plus d’être un centre religieux.
Dans ce centre cérémoniel, le roi, ou Cazonci, avait pour fonction de représenter le dieu principal Curicaueri. Son rôle essentiel était de régner au nom du dieu et de s'assurer que les feux perpétuels des principaux temples étaient approvisionnés en bois. Dans ce lieu un grand nombre de sacrifices humains étaient pratiqués, en général sur des prisonniers de guerre. Ces prisonniers sacrifiés étaient censés être des messagers pour les dieux et étaient vénérés en tant que tels. Lorsque la décision de déclarer la guerre était prise, des feux de joie énormes étaient allumés à cet endroit, puis la flamme était apportée par les prêtres dans les huit autres centres administratifs de l'empire. Depuis les 91 colonies de peuplement situées à l’intérieur du  bassin du lac Patzcuaro on pouvait voir ces feux, et savoir qu’il fallait se préparer à la guerre.
Tzintzuntzan possède les plus grandes structures monumentales du royaume P'urhépecha. Les deux structures les plus impressionnantes sont les cinq pyramides « yacata » et la Grande Plateforme sur laquelle ils reposent. Elles sont toutes visibles et datent de la deuxième étape d'occupation du site. La première étape est représentée par de petites structures de type pyramidal découvertes sous les yacatas. La Grande plate-forme est constituée d’une grande surface plane de 425 m sur 250 m creusée dans le flanc de la colline sur laquelle reposent les pyramides yacatas et  d'autres structures.
À l'avant de la plate-forme, faisant face au lac Patzcuaro, les cinq pyramides yacatas sont alignées dans un axe approximativement nord sud. Contrairement à celles des Aztèques ou des  Mayas, ces structures sont arrondies et non carrées. Les cinq structures ont approximativement une forme en trou de serrure, et sont reliées entre elles à l'arrière par des plates-formes de pyramides à degrés. Le noyau de chacune de ces structures est constitué de moellons empilés revêtus de dalles de pierre décorées de spirales, de cercles et d’autres dessins géométriques. Ces dalles de pierre sont montées de manière similaire à celle des maçonneries construites par les  Incas en Amérique du Sud. Un autre caractère distinctif de cette architecture et d'autres construction P'urhépechas est qu'on n'a jamais retrouvé aucune trace de stuc,.
Sur chacune des yacatas se trouvait un temple en bois, dans lequel étaient pratiqués les rites les plus importants pour la population et le gouvernement P'urhépecha, y compris les sépultures, dont une soixantaine ont été retrouvées. Les tombes qui ont été fouillées contenaient un riche mobilier funéraire et sont probablement des sépultures de rois et de prêtres. Trois des yacatas n’ont pas du tout été restaurées.

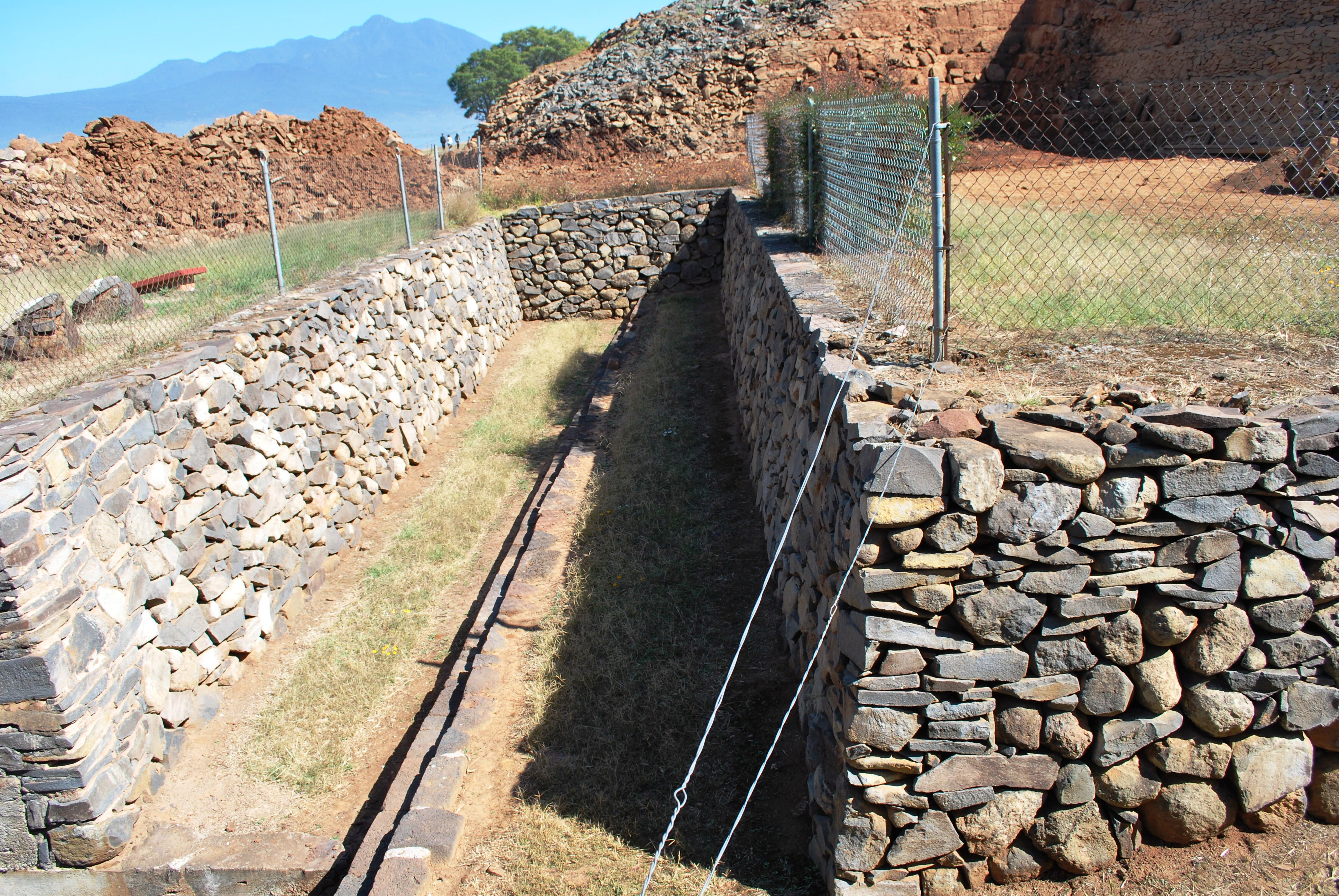
Fouilles réalisées dans les yacatas révélant des structures plus anciennes.

Les yacatas ont été construites sur des structures pyramidales anciennes, plus traditionnelles datant de la première phase d'occupation du site. Entre les yacatas 3 et 4, des ouvertures ont été creusées dans la grande plateforme pour mettre au jour quelques-unes de ces structures, qui incluent trois escaliers et une partie d'un mur circulaire. Derrière les cinq yacatas se trouve une énorme place avec des structures plus petites. Sur la plate-forme, seuls vivaient l'élite religieuse et politique, leurs serviteurs et leurs gardes. Les rituels comme ceux qui étaient destinés à adorer les différents dieux, le soleil et la lune et à célébrer des événements tels que les équinoxes se déroulaient à cet endroit. À l'extrémité nord de la plate-forme se situe le Palais ou le bâtiment B, qui a été exploré dans les années 1940 et 1980, contenant plusieurs sépultures de rois et de prêtres. C’était dans le palais que vivait le roi. Le palais comportait une salle consacrée à la conservation des têtes d’ennemis tués au combat. Le bâtiment E est situé au milieu du petit bois qui occupe la plate-forme. Il était utilisé pour stocker des objets apportés en offrande. Dans ce bâtiment on trouve la preuve d’une occupation au début de l’époque coloniale.

### Découverte et fouilles
Les premières références modernes aux yacatas de Tzintzuntzan figurent dans les écrits de Beaumont (1855), quand Tzintzuntzan a été identifiée comme capitale de l'ancien Royaume tarasque,. Le premier travail effectué ici-même sur le terrain, est celui de Nicolas León en 1888. Il décrivit les caractéristiques de base des bâtiments et rédigea une brève histoire du site, en insistant sur les événements qui ont abouti à la destruction de l'ancienne cité. Toutefois, aucune fouille n’a eu lieu sur le site avant 1930.
La zone qui est maintenant ouverte au public est la première partie du site à avoir été fouillée et reconstruite à la fin des années 1930. En 1930, Caso et Noguera ont commencé la première fouille organisée de Tzintzuntzan. Leur travail s'est avéré complexe en raison de la composition du sol qui a rendu difficile l'identification des strates et donc de déterminer  la chronologie du site.

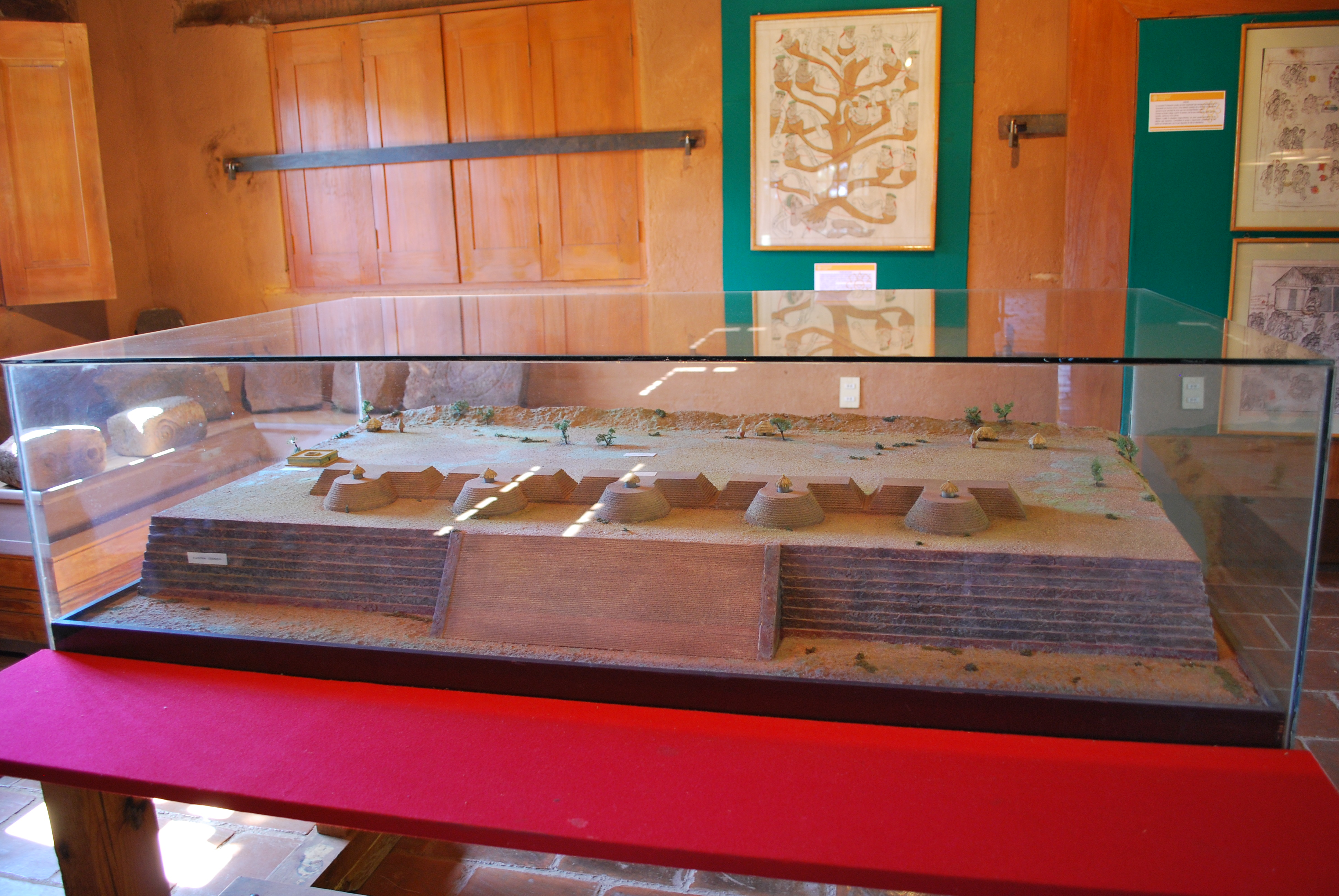
Modèle du site exposé au musée

En 1937, une série de onze campagnes de fouilles sur le site ont permis de commencer à le nettoyer, de le consolider et de reconstruire les principaux éléments architecturaux. D'autres études ont eu lieu parallèlement à ces travaux. Ces fouilles ont été dirigées par Alfonso Caso et axées sur la Yacata Numéro 5, ainsi que sur la consolidation de l'extrémité nord de la ligne des yacatas. Au cours de la saison 1938, la consolidation s’est poursuivie ainsi que la fouille des tombes et les recherches pour tenter d’établir une chronologie de l'occupation par l’étude des strates. La Yacata 5 a été nettoyée, ainsi que le bâtiment A (datant de l'époque coloniale) et le bâtiment B a été découvert. De 1940 à 1946, la restauration de la Yacata 5 a été achevée et les bâtiments B et C ont été fouillés. Les études topographiques ont été menées à bien confortées par les recherches sur les céramiques découvertes dans les strates. La fouille des sépultures a été réalisée, et la zone rectangulaire entre les yacatas 4 et 5 a été étudiée, ainsi que la zone rectangulaire située près de la Yacata 1. De 1962 à 1968, la région a été explorée par le Dr Román Piña Chán. La face avant de la Yacata 1 et le mur délimitant la Grande plate-forme ont été reconstruits. Un bâtiment de l'époque coloniale a été découvert (bâtiment D), dans le bâtiment B un autel a été découvert et la Yacata 5 a été fouillée pour déterminer comment elle avait été construite. Le quartier de Santa Ana, qui est situé en face des pyramides yacatas a été exploré et d’autres reconstructions de yacatas et de murs ont eu lieu. Dans les années 1970, une carte détaillée du site a été dessinée, en s'appuyant à la fois sur les découvertes archéologiques et sur les documents de l’époque. La place des cérémonies et son périmètre, ainsi que les yacatas 2 et 3, ont été les dernières à être étudiées. Dans le Bâtiment E, une installation de stockage a également été découverte et étudiée. À l'extérieur du périmètre, un atelier d'obsidienne avec des quartiers d'habitation a été découvert.
La zone a été fouillée pour dernière fois en 1992 par Efrain Cárdenas. La face nord-ouest de la grande plate-forme a été restaurée et le musée du site a été construit.

### Le site aujourd’hui
Les yacatas sont considérées comme faisant partie des monuments les plus emblématiques de la région.
Le site accueille chaque année le Festival culturel de Fin de Año dans lequel les communautés autochtones habitant autour du lac Pátzcuaro célèbrent leur culture, principalement à travers la chanson et la danse. Cet événement annuel est parrainé par la municipalité de Tzintzuntzan, par d’autres communautés ainsi que par le secrétariat au tourisme de l’état. Elle se déroule à la fin de décembre entre Noël et le Jour de l'An. Certaines danses traditionnelles y sont présentées, notamment la Danza del Pescado, la Danza de los Moros, la Danza de los Tumbies et la Navegante Pescador. Dans la soirée, on présente des jeux de balle P'urhépecha (uárukua) dans lesquels la balle est enflammée et où des bâtons semblables à ceux servant pour le hockey sont utilisés. Le nouvel an Púrhépecha est actuellement fixé début de février.
Le Musée du site de la Zone Archéologique de Tzintzuntzan a été inauguré en 1992, avec l'objectif principal d'exposer des vestiges découverts sur le site. Le musée contient une salle où sont exposés des objets religieux, décoratifs et utilitaires. Il existe des dessins retraçant l'histoire des gouverneurs de l'empire ainsi qu’un plan du Michoacán moderne indiquant les emplacements d’où proviennent les objets présentés. Le musée propose des visites guidées et la vente de publications et de reproductions d'artefacts.